# Philibert-Emmanuel de Froulay de Tessé
Philibert-Emmanuel de Froulay, dit le chevalier de Tessé, baron d'Ambrières (1651-1701), est un général français. Il est le frère cadet de René III de Froulay, comte de Tessé, maréchal de France.

## Biographie
Il est le fils de René II de Froulay, comte de Tessé (1597-1671), lieutenant général du roi, et de Madeleine, dame de Maugé (morte en 1682).
Le 24 décembre 1669, il est nommé en même temps que son frère enseigne au régiment d'infanterie Royal-La-Marine, créé quatre jours plus tôt. Il fait les campagnes de 1672 et 1673 en Flandre, en tant qu'aide de camp du roi. Le 25 mars 1674, son frère lève un régiment, le Tessé Dragons, dont Philibert-Emmanuel devient le major. C'est lui qui conduit le régiment en Roussillon en août de la même année. Il y sert sous le comte de Schomberg, puis sous le duc de Navailles, jusqu'en 1676. En 1677 et 1678, il sert sous les ordres du maréchal de Créquy. Le 2 août 1681, son frère achète pour lui le régiment Bursard Dragons, avec lequel il se rend en 1683 au camp de la Saône. En 1684, il sert en Flandre.
En 1689, sous le maréchal de Lorges, il participe avec son frère au second ravage du Palatinat. À la fin de l'année, il retourne en Flandre. Le 10 mars 1690, il est nommé brigadier de dragons et, le 30 janvier 1691, il devient maréchal de camp.
La même année, il se démet de son régiment de dragons, car Louis XIV l'envoie en Irlande soutenir les intérêts de Jacques II d'Angleterre, renversé en 1688, et opposé dans la guerre williamite aux forces de Guillaume III. Le 12 juillet 1691, le chevalier de Tessé commande en second l'armée franco-irlandaise à la bataille d'Aughrim, sous les ordres du marquis de Saint-Ruth. Celui-ci est tué pendant le combat, ce qui provoque l'affolement de ses troupes. Tessé, blessé de trois balles, n'arrive pas à endiguer la débandade.
Succédant à Saint-Ruth, le chevalier de Tessé devient lieutenant général des armées du roi Jacques. D'août à octobre 1691, il commande les troupes françaises soutenant le siège de Limerick (en). Ayant capitulé, il représente le roi de France à la signature du traité de Limerick, le 3 octobre. Il ramène en France 12 000 à 15 000 catholiques irlandais qui ont choisi l'exil.
En 1697, il devient lieutenant général des armées du roi et gouverneur d'Ath. Il est frappé de dysenterie à Mantoue. Il se fait transporter à Crémone, où il meurt le 20 août 1701.